# A39-es autópálya (Németország)
Az A39-es autópálya (németül: Bundesautobahn 39) egy autópálya Németországban. Hossza 205 km.